# Kalendarium historii Biecza
Biecz, miasto w województwie małopolskim, położone nad rzeką Ropą, na jednym ze wzgórz Pogórza Karpackiego.
Prawa miejskie ma od XIII wieku. Do połowy XVI wieku był jednym z największych miast w Polsce. Przeżył rozkwit w XIV i XV wieku, dzięki posiadaniu statusu miasta królewskiego, zaś od XVII w. zaczął podupadać. Współcześnie Biecz jest niewielkim, zabytkowym miasteczkiem o walorach turystycznych.

## Kalendarium

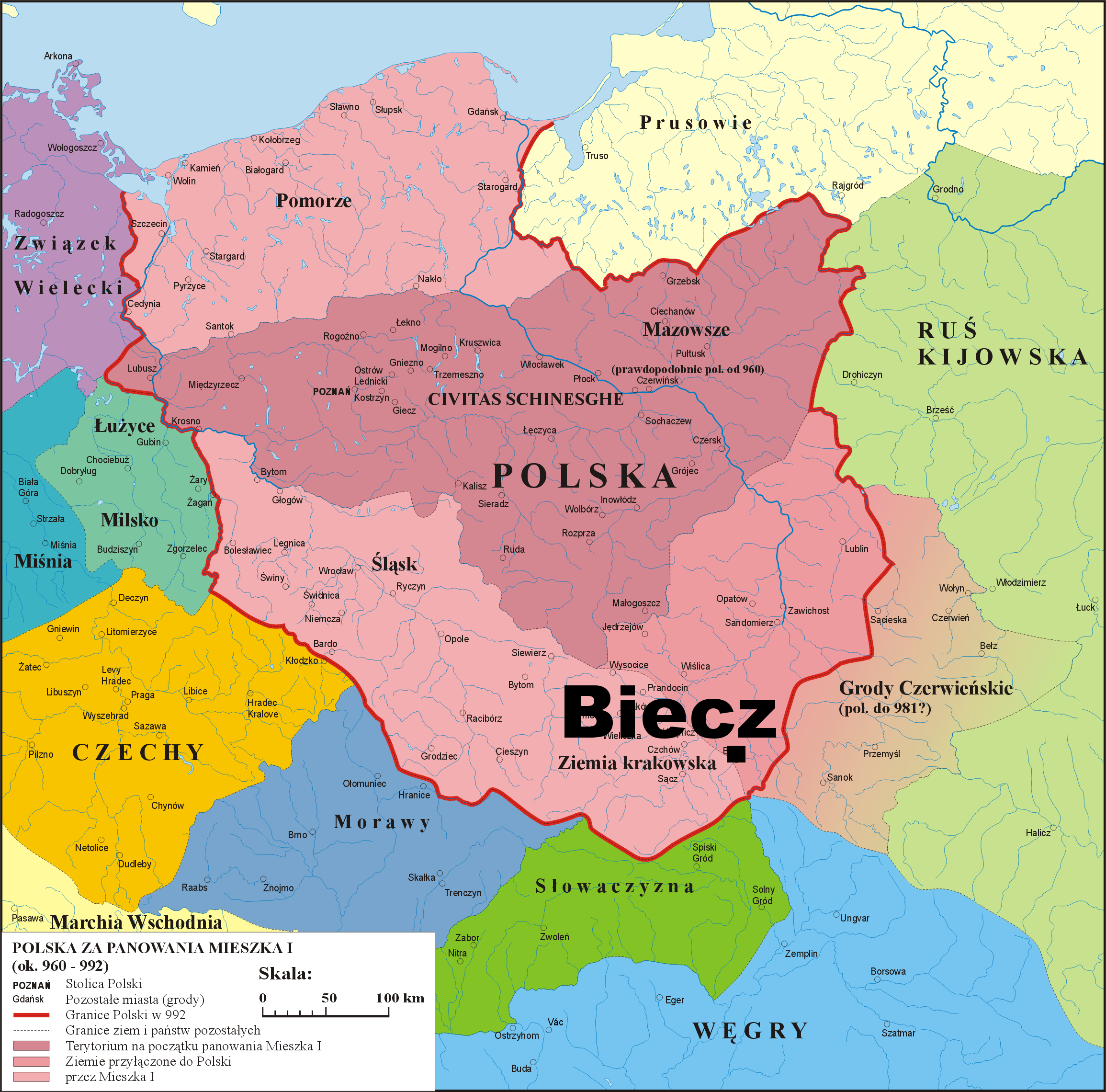
Położenie Biecza na mapie Polski w X w.

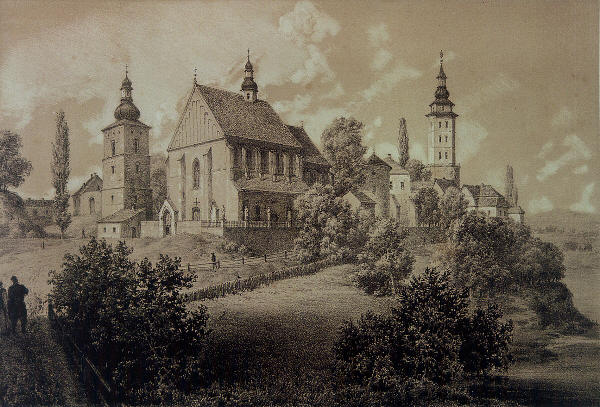
Maksymilian Fajans, Biecz nad rzeką Ropą, 1875–1883

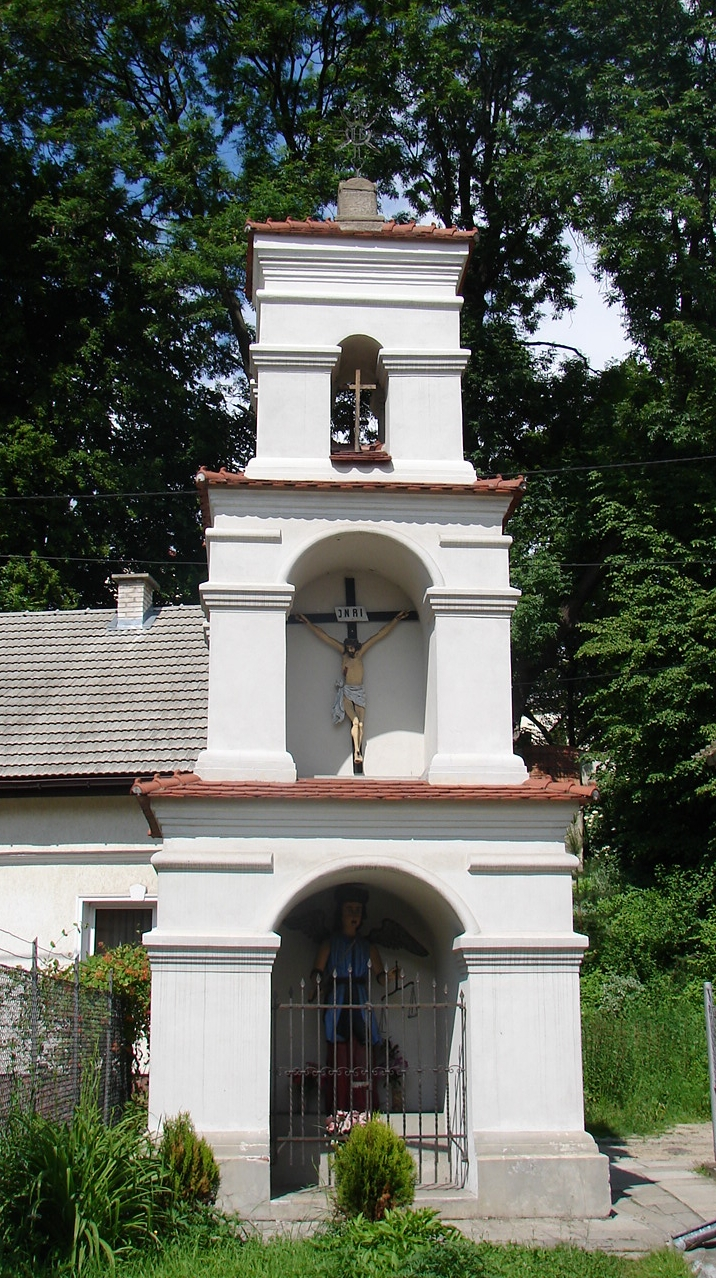
Kapliczka św. Michała Archanioła zbudowana na pamiątkę wielkiej zarazy w 1721

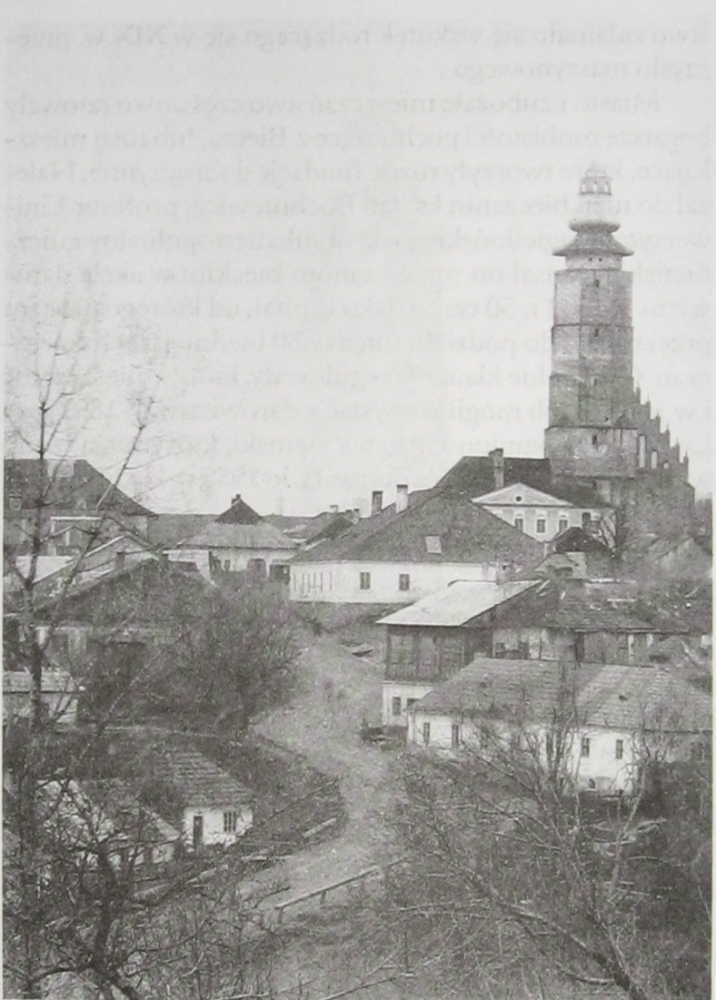
Wjazd do Biecza od wschodu w 1900

- 4500–1700 p.n.e. – najstarsze ślady osadnictwa na terenie Biecza
- ok. 1018 – pierwsze wzmianki o Bieczu i ziemi bieckiej w kronice Thietmara
- 1184 – nadanie dziesięciny w ziemi bieckiej przez Kazimierza Sprawiedliwego
- 1228 – potwierdzenie na zamku bieckim sprowadzenia do Polski Krzyżaków przez Konrada mazowieckiego
- 1257 – otrzymanie praw miejskich nadanych prawdopodobnie przez Bolesława Wstydliwego
- 24 marca 1303 – przejście Biecza w ręce Wacława II Czeskiego, króla czeskiego
- 1311 – zajęcie Biecza przez Władysława Łokietka – Biecz miastem królewskim
- 26 grudnia 1362 – nadanie miastu przywileju budowy wagi, postrzygalni i kramów solnych przez Kazimierza Wielkiego
- 23 lutego 1363 – nadanie miastu praw magdeburskich przez Kazimierza Wielkiego
- 1367  założenie klasztoru dominikanów
- 8 marca 1368 – ustanowienie tygodniowego jarmarku na św. Piotra i Pawła przez Kazimierza Wielkiego
- 1374 – wymienienie Biecza wśród innych miast w pakcie koszyckim
- 26 lipca 1395 – fundacja szpitala przez królową Jadwigę
- 1388 – w Bieczu sprawę sądową ma rycerz Zyndram z Maszkowic
- 1397 – pierwsze wzmianki o szkole i nauczycielu w Bieczu
- 1399 – wydanie przez Władysława Jagiełłę dokumentu, który zobowiązywał mieszczan do robót przy naprawie murów (dowód na istnienie murów już w XIV w.)
- 4 grudnia 1401 – uroczysty układ zaręczynowy Władysława Jagiełły z Anną Cylejską na zamku w Bieczu
- 20 maja 1421 – zezwolenie na budowę na rzece Ropie szlifierni o 2 kołach i 2 kamieniach, z obowiązkiem dostarczania rocznie 10 noży do kuchni królewskiej
- 18 maja 1464 – zezwolenie na budowę wodociągów w Bieczu
- 1 sierpnia 1475 – decyzja o zburzeniu zamku na wzgórzu poza miastem
- 1475–1485 – budowa zamku starościńskiego
- 28 lutego 1487 – zjazd w Bieczu producentów sukna; Biecz staje się ważnym ośrodkiem sukienniczym na Podkarpaciu
- przed 1488–1526 – budowa kościoła farnego
- XV w. – budowa nowego ratusza
- 1505 – wydanie przywileju miastu, dzięki któremu tranzyt towarów węgierskich został skierowany na drogę prowadzącą przez Biecz
- 4 grudnia 1515 – pożar w mieście
- 1519 – wzniesienie tzw. Kromerówki
- 1523 – zbudowano Dom Barianów - Rokickich, tzw. Starą Aptekę
- 1548 – założenie apteki przez Marcina Rokickiego
- 8 maja 1569 – zawalenie się wieży ratuszowej
- 1572 – jedna z większych bieckich zaraz; liczba zmarłych wynosiła ponad 1500 osób
- 1616 – oficjalne nadanie Bieczowi prawa miecza
- 1617 – przedstawienie Biecza na rycinie przez Georga Brauna i Franza Hogenberga
- 1624 – obrona Biecza przed Tatarami
- 1624 – sprowadzenie Reformatów do Biecza
- 1645–1653 – budowa klasztoru z wykorzystaniem zamku starościńskiego
- sierpień 1650 – powódź w Bieczu
- grudzień 1656 – wypędzenie Szwedów
- 1656 – w początku roku przejazd króla Jana Kazimierza z Lubowli, Nowego Sącza, przez Biecz, Nowy Żmigród, Duklę do Krosna
- 1657 – zniszczenie wokół miasta wszystkich domów mieszkalnych, gospodarstw chłopskich oraz 3 drewnianych kościołów z powodu zagrożenia ataku Szwedów i napaści wojsk Rakoczego
- 1672 – w czasie wojny z Turcją, gdy oblegano Lwów, Nuraddyn Sołtan napadał na grody nad Wisłokiem i m.in. Jasło oraz Biecz, niszcząc miasta i biorąc ludność w jasyr lub mordując. Hetman Jan Sobieski w trakcie wyprawy na czambuły, dysponując zaledwie 3000 jazdy, pobił kilkudziesięciotysięczne wojska tatarskie, uwalniając 44 000 ludzi z jasyru.
- 1721 – wielka zaraza, po której zostało ok. 30 mieszkańców
- 1768–1772 – ludność Biecza wzięła udział w Powstaniu Konfederacji barskiej przeciwko zsyłkom na Syberię i wojskom carycy Katarzyny oraz podpisanemu rozbiorowi Polski
- 5 kwietnia 1770 – po bitwie pod Siepietnicą w pogoni za Konfederatami barskimi 2 tys. żołnierzy wojska rosyjskiego złupiło Biecz (zwłaszcza klasztor oo. Reformatów, mordując także kilku zakonników)
- czerwiec 1772 – na skutek I rozbioru Polski Biecz, mimo obronnych walk konfederatów, trwających od połowy maja, został zajęty przez Austriaków, korpus preszowskiej straży przedniej gen. Esterházyego
- 1776 – sprzedaż miasta rodzinie Siemieńskich
- 1783 – likwidacja sądownictwa grodzkiego
- 26 grudnia 1802 – fundacja ks. Jana Bochniewicza dla 50 uboższych mieszczan bieckich
- 1815–1840 – rozbiórka wschodniej części ratusza
- 1882 – uruchomienie linii kolejowej
- 1889 – budowa budynku dla Towarzystwa Wzajemnego Kredytu
- 1891 – budowa nowej szkoły za kościołem parafialnym (obecnie Zespół Szkół nr 2 w Bieczu)
- 12 maja 1903 – wielki pożar w Bieczu. Ogień strawił min. 20 sklepów żydowskich, 30 domów katolickich oraz barokowy hełm wieży ratuszowej
- 1908 – powstanie Bieckiego Kółka Rolniczego
- 1915 – bitwa pod Gorlicami, 5 cmentarzy powojennych w Bieczu
- 1917 – zakupienie przez bpa Sebastiana Pelczara budynku po Kasie Wzajemnego Towarzystwa Kredytowego dla Sióstr Sercanek
- listopad 1918 – Polska Komisja Likwidacyjna utworzyła w Bieczu polskie władze miejskie celem ochrony ludności i jej mienia oraz przejęcia władzy z rąk austriackiego zaborcy, a potem Rada Regencyjna w Warszawie ogłosiła Manifest do narodu, w którym proklamowała powstanie Państwa Polskiego
- 1934 – powódź w Bieczu – woda zalała nasypy kolejowe i wszystkie domy wokół Ropy
- 1939 – obrona Biecza przed wojskiem niemieckim
- 15 sierpnia 1942 – na bieckim rynku zamordowano ponad 250 Żydów i Polaków
- 1945 – wkroczenie w styczniu Armii Radzieckiej i aresztowanie opozycji
- 7 lipca 1945 – utworzenie nowej sieci województw i powiatów; Biecz wszedł do powiatu gorlickiego i województwa rzeszowskiego
- 1956 – otwarcie kina w Domu Ludowym
- 1973 – budowa hotelu i restauracji Arianka (obecnie hotel i restauracja Grodzka *)
- 1 czerwca 1975 – zmiana podziału administracyjnego Polski; Biecz został włączony do województwa krośnieńskiego, utworzenie Urzędu Miasta i Gminy Biecz
- 1980 – strajki w sierpniu i powołanie NSZZ Solidarność
- 13 grudnia 1981 – stan wojenny, aresztowania i internowanie działaczy opozycyjnych, szlabany na granicy miasta, godzina policyjna i odcięcie łączności
- 4/5 sierpnia 1987 – kradzież ołtarza głównego w kościele parafialnym (obraz został odnaleziony po niecałych 2 tygodniach)
- 15 marca 1997 – powołanie Towarzystwa Kulturalnego Biecza i Regionu im. bpa Marcina Kromera
- 1 stycznia 1999 – kolejna zmiana podziału administracyjnego Polski; Biecz został włączony do powiatu gorlickiego i województwa małopolskiego
- 2000 – zakończenie konserwacji wieży ratuszowej
- marzec 2001 – rejestracja Fundacji na Rzecz Szpitala Ubogich im. św. Jadwigi Królowej w Bieczu w sądzie; rozpoczęcie akcji na rzecz ratowania gotyckiego szpitala św. Jadwigi Królowej
- 25 kwietnia 2002 – otwarcie Miejskiej i Gminnej Biblioteki Publicznej w Bieczu
- czerwiec 2003 – rozpoczęcie remontu szpitala Św. Ducha
- 2004 – powstanie Sodalicji Świętej Jadwigi Królowej przy parafii pw. Bożego Ciała w Bieczu
- 2004 – zajęcie I miejsca w V edycji plebiscytu „Wielkie Odkrywanie Małopolski”
- 2005 – zajęcie I miejsca w VI edycji plebiscytu „Wielkie Odkrywanie Małopolski”
- 20–21 maja 2006 – VIII Małopolskie Dni Dziedzictwa Kulturowego
- 8 czerwca 2006 – sprowadzenie relikwii św. Jadwigi
- 26 sierpnia 2006 – Biecz odwiedziły dwie ekipy TVP3 Kraków w ramach finału plebiscytu "Wielkie Odkrywanie Małopolski"
- 17 maja 2007 – rozpoczęcie prac przy budowie obwodnicy
- 1 lipca 2007 – obchody 750-lecia lokacji miasta
- 5 października 2007 – zajęcie II miejsca w VIII edycji plebiscytu „Wielkie Odkrywanie Małopolski”, zaraz po Szczawnicy
- 16 października 2008 – oficjalnie otwarcie bieckiej obwodnicy
- 6 sierpnia 2009 – rynek w Bieczu – lotna premia 66. Tour de Pologne, trasa Strzyżów – Krynica-Zdrój

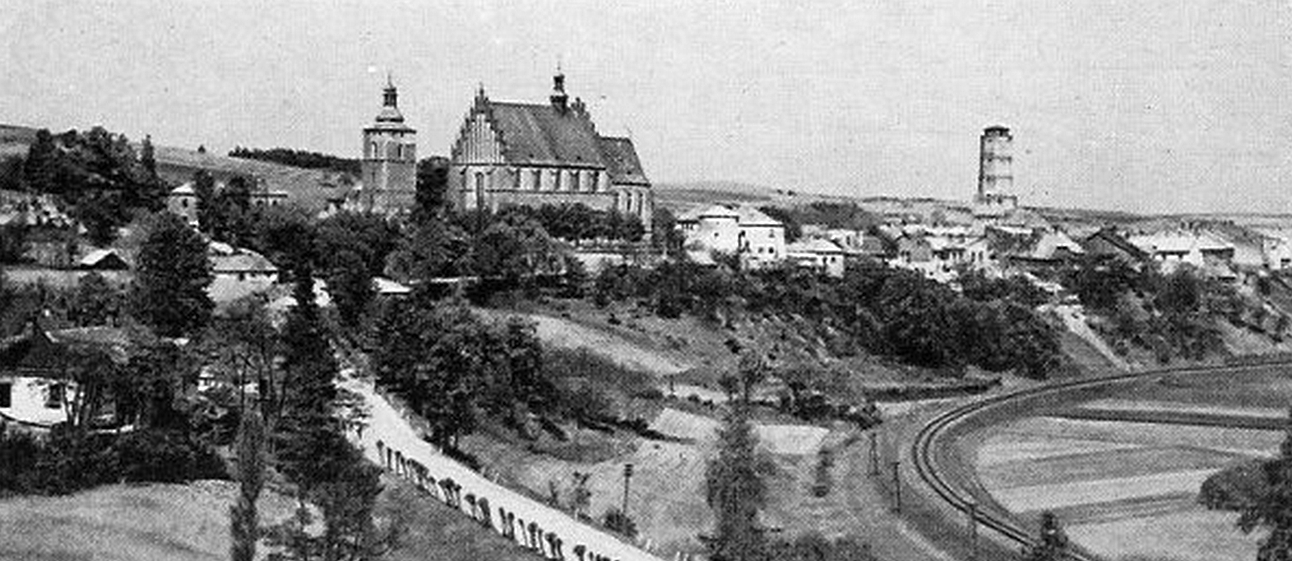
Biecz około 1905 po wielkim pożarze miasta